# Dermochelyidae
Los dermoquélidos (Dermochelyidae) son una familia de tortugas que abarcan varios géneros extintos, y uno solo viviente. Dejando de lado a las extintas protostégidas, son las mayores tortugas marinas conocidas.

## Clasificación
- Subfamilia Desmatochelyinae[2]
  - †Corochelys[2]
  - †Desmatochelys[2]
- Subfamilia Allopleuroninae[2]
  - †Allopleuron[2]
  - †Eosphargis[2]
  - †Glyptochelone[2]
  - †Protosphargis[2]
- Subfamilia Dermochelyinae[2]
  - †Cosmochelys[2]
  - Dermochelys[2]
    - Dermochelys coriacea – tortuga laúd[2]

  - †Psephophorus[2]

Adicionalmente
- †Mesodermochelys
- †Ocepechelon (considerado como "el miembro más basal")
- †Natemys